# ツェル・アム・マイン
ツェル・アム・マイン (ドイツ語: Zell am Main、公式表記は Zell a.Main) はドイツ連邦共和国バイエルン州ウンターフランケン地方のヴュルツブルク郡の市場町であり、ヴュルツブルクの北西約5kmのマイン川沿いに位置する。

## 地理

### 自治体の構成
この町は、公式には2つの地区 (Ort) からなる。首邑のツェル・アム・マイン地区の他は、オーバーツェル修道院がこの町に属す。

## 歴史
ツェルは、1128年のプレモントレ会オーバーツェル修道院の創設に関する記述が文献上の初出である。だが、歴史記述家のペーター・エンドリヒ（『ヴュルツブルク市の先史・古代史』）は、983年にはすでに教区教会に関する記述があるとしている。『ヴュルツブルク郡誌』も、985年に聖ラウレンティウスを守護聖人とする教会がツェルに完成したとしている。漁師と農民の村落としての歴史はおそらくこれよりも数世紀は古いと考えられている。
この町は、現在も無傷で残るオーバーツェル修道院と第二次世界大戦で破壊されたウンターツェル修道院の曲折に富んだ歴史を持つ町として重要である。
ヴュルツブルク司教領だったこの町は世俗化によってバイエルン大公領となった。1805年（プレスブルクの和約）によってトスカーナ大公フェルディナンド3世が創設したヴュルツブルク大公国に移されたが、1814年に最終的にバイエルン王国領となった。
1817年にフリードリヒ・ケーニヒとアンドレアス・バウアーは、当時世俗化されていたオーバーツェル修道院を利用して印刷機会社であるケーニヒ＆バウアー社を設立した。この会社は現在ではマイン川の対岸であるヴュルツブルク市内に移転し、世界中で知られる大企業に成長している。

### 宗教
- カトリック 65.07%
- プロテスタント 21.24%
- その他 13.69%

外国人の人口比率は6.17%である。（2005年12月現在）

## 行政

### 議会
ツェル・アム・マインの町議会は第1町長の他、16人の議員からなる。

### 首長
第二次世界大戦後の第1町長は以下の通り。
- 1945年 シュテファン・エットリンガー
- 1946年 - 1956年 ルートヴィヒ・ゾイフェルト
- 1956年 - 1964年 エミール・クンツェマン
- 1964年 - 1984年 ヨーゼフ・マイヒスナー (SCU)
- 1984年 - 2002年 ディーター・ヴァイデンハンマー (SPD/Wählergemeinschaft)
- 2002年 - 2007年 フランツ・ナーゲルシュトゥッツ (CSU/FZB) 2007年9月30日に辞任
- 2007年 - 2020年 アニータ・フォイアーバッハ (CSU/FZB)
- 2020年 - ヨアヒム・キプケ (Zeller Mitte – Freie Wähler e.V.)

### 姉妹都市
- Dozulé（フランス、カルヴァドス県）

## 経済と社会資本
この町は2004年から無借金財政である。近年の社会資本に対する大規模な投資（ゲストハウス「ローゼ」の買収と改修、港湾施設の拡充、青少年公園用地の買収、老人ホームへの出資、墓地の美化、マインタールハレの屋根の新築、ケルターホーフとシュトレンフォアプラッツ（公園）の造成など）にもかかわらず、相当の積立金を創出している。

### 交通
ヴュルツブルク地域乗り合いバスのバス路線22系統が、平日は20-30分間隔、日曜祝祭日は60分ごとにヴュルツブルク中央駅まで（15-25分で到着する）運行している。町内の交通は、無料の「町民バス」が週に何本か運行されている。さらにはヴュルツブルクの市域ではあるが、ヴュルツブルク＝ツェル駅があり、ヴュルツブルク中央駅やゲミュンデン (ヴォーラ)方面へのレーカル列車が発着する。夏季には、港からほぼ60分ごとにヴュルツブルクやファイツヘーヒハイム行きの船が運航される。

### 教育
基礎課程学校やカリタス幼稚園（カトリック系社会福祉団体が運営している）の他に、オーバーツェル修道院内のモンテッソーリ・シューレ（基礎課程・本課程学校）がある。2007年9月からはオーバーツェル修道院内にモンテッソーリ上級専門学校も開校した。また、2006年11月からプファッフミューレにモンテッソーリ託児所も開所している。

## 文化と見所
2002年からツェルで始まった「クンストマイレ」（芸術マイル）は毎年7月の中旬から下旬に開催される。

### 建築
- バルタザール・ノイマンの建築を含むオーバーツェル修道院
- ツェル給水場
- 防衛施設の塔
- カトリックの聖ラウレンティウス教会。ティルマン・リーメンシュナイダー作のピエタ像がある。
- プロテスタントの宥和教会。旧ウンターツェル修道院である。
- プファッフスミューレ
- ユダヤ人墓地（旧ウンターツェル修道院）の庵とミクヴァ（ユダヤ教で礼拝に用いる水槽）の遺構

## 引用
1. ↑  https://www.statistikdaten.bayern.de/genesis/online?operation=result&code=12411-003r&leerzeilen=false&language=de Genesis-Online-Datenbank des Bayerischen Landesamtes für Statistik Tabelle 12411-003r Fortschreibung des Bevölkerungsstandes: Gemeinden, Stichtag (Einwohnerzahlen auf Grundlage des Zensus 2011)
2. ↑  Bayerische Landesbibliothek Online